# Модулятор

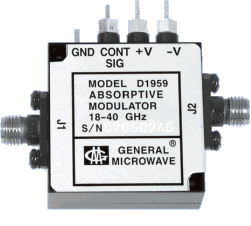
Высокочастотный модулятор

Модуля́тор (лат. modulator — соблюдающий ритм) — устройство, изменяющее параметры несущего сигнала в соответствии с изменениями передаваемого (информационного) сигнала. Этот процесс называют модуляцией, а передаваемый сигнал модулирующим.

## Виды модуляторов

Демонстрация наложения низких частот на несущий (высокочастотный) сигнал. Амплитудная (AM) и частотная (FM) модуляции.

По виду управляемых параметров модуляторы делятся на амплитудные, частотные, фазовые, квадратурные, однополосные и т. д. Если несущими являются импульсные сигналы, то их модулируют с помощью амплитудно-импульсных, частотно-импульсных, время-импульсных и широтно-импульсных модуляторов. Качество работы модуляторов определяется линейностью его характеристик.

## Применение
Модулятор является одной из составных частей передающих устройств радиосвязи, радио- и телевещания. Здесь несущими являются высокочастотные гармонические колебания, а модулирующими — колебания звуковой частоты и видеосигналы. Также применяют в радиолокации, системах кодово-импульсной связи, телеуправления и телеметрии. Модуляторы, преобразующие постоянные напряжения в переменные, применяются в усилителях постоянного тока и нуль-органах, работающих по принципу модуляции — демодуляции, для устранения дрейфа нуля и повышения чувствительности аналоговых вычислительных устройств. Устройство, работающее по принципу модулятор-демодулятор, называется модем.

## Бытовые ВЧ-модуляторы
В быту, в составе таких устройств, как видеомагнитофоны, DVD-рекордеры, старые игровые приставки — входило устройство ВЧ-модулятор для показа картинки на телевизор в виде вновь созданного телеканала, что позволяло обойтись без AV-входа. Также такие модуляторы — выпускались в виде отдельных устройств.
Для воспроизведения музыки на радиоприёмниках (например, в автомагнитолах) — применяются FM-модуляторы (трансмиттеры), которые позволяют передать звук с внешнего устройства без AUX-входа.